# DRミュージック
DRミュージック（朝: DR뮤직、英: DR Music）は、1989年に設立された韓国の芸能事務所、音楽企画会社である。現在はBLACKSWAN、K-Tigers Zeroをマネージメントをしている。

## 所属アーティスト

### グループ
- BLACKSWAN
- K-Tigers Zero

### ソロリスト
- ファトゥ（BLACKSWAN）

## 過去の所属アーティスト
- Baby V.O.X（1997年 - 2006年）
- A4（1999年 - 2001年）
- チャン・リー・イン（2002年 - 2003年）
- Baby V.O.X Re.V（2007年 - 2009年）
- RaNia（2011年 - 2020年）